# Una història xinesa de fantasmes
Una història xinesa de fantasmes (xinès simplificat: 倩女幽魂, pinyin: Qiànnǚ yōuhún; en anglès: A Chinese Ghost Story) és una pel·lícula de Hong Kong dirigida per Ching Siu-tung i produïda per Tsui Hark, estrenada l'any 1987. Ha estat doblada al català.
Es tracta d'una lliure adaptació de la novel·la L'estoig meravellós del recull de Pu Songling Liaozhai zhiyi reprenent una part dels elements d'una precedent adaptació, L'ombra encantada de Li Han-hsiang, en competició al festival de Canes l'any 1960.

## Argument
Ning (Leslie Cheung) és un inspector d'impostos una mica tímid, que ha d'anar a llocs llunyans per fer el seu treball. En una de les seves habituals gires, passa la nit en el temple Lan Jou. Troba el taoista Ien i una dona misteriosa, Hsiao-tsing. Aquesta és un fantasma que sedueix els homes pels oferir-los al seu amo, l'arbre dimoni.

## Repartiment
- Leslie Cheung: Ning Tsai-shen
- Joey Wong: Nieh Hsiao-tsing
- Wu Mi: taoista Ien Che-hsia
- Lam Wai: Hsia-hou
- Lau Siu-ming: arbre dimoni
- Xue Zhilun: Hsiao-ching
- Wong Jing: jutge
- David Wu: ajudant del jutge

## Al voltant de la pel·lícula
- La pel·lícula té dues continuacions: Història de fantasmes xinesos 2 (1990) i Història de fantasmes xinesos 3 (1991).
- Tsui Hark realitza un remake en versió animada d'aquesta pel·lícula l'any 1997.
- Jeffrey Lau realitza també un remake, A Chinese Tall Story (2009), amb Nicholas Tse i Charlene Choi; i Wilson Yip amb A Chinese Ghost Story (2011), amb Louis Koo i Liu Yifei.

## Premis i nominacions
- 12 nominacions i 3 premis als Hong Kong Film Awards de 1988.
- Premi especial del jurat al Festival internacional de cinema fantàstic d'Avoriaz 1988